# 田辺修 (アニメーター)
田辺 修（たなべ おさむ、1965年 - ）は日本のアニメーター。岡山県出身。

## 経歴
1987年に岡山大学教育学部を卒業と同時にオープロダクションに入社。その後フリーを経てスタジオジブリに所属。ジブリではジブリ本体から徒歩10分のところにある第4スタジオ（通称：4スタ）に所属し、そこの所長を務めていた。
『ルパン三世 バイバイ・リバティー・危機一発!』（1989年）や『新・キューティーハニー』（1994年）などで原画を担当。
スタジオジブリ作品では、『おもひでぽろぽろ』『平成狸合戦ぽんぽこ』の原画を担当。『ホーホケキョ となりの山田くん』では百瀬義行とともに絵コンテ、場面設定、演出を手がけた。『かぐや姫の物語』では絵コンテを手がけたほか、人物造形、作画設計も行なっている。また一般的なアニメで言う「演出」の役職も田辺が担当した。
東京アニメアワード2015で個人賞のアニメーター賞を受賞。

## 人物・作風
宮崎駿を見出した高畑勲が最後に見出した才能であり、『となりの山田くん』以降は「彼以外のアニメーターを映画の中心に据えようとは思わない」と断言するほど全幅の信頼を置いていた。田辺の魅力を一言で言うならば「実感のこもった芝居」。デフォルメされたキャラクターを人間らしく動かすことにかけては他の追随を許さず、そこを高畑は最も評価していた。ほとんど足がない二頭身のキャラクターに畳の部屋で足を折りたたんで座る芝居をさせることができるなど、決してリアルな画ではないのに本当にその人が実在するようなリアリティがある。鈴木敏夫によれば、「これを自然に描ける人はまずいない。40人くらいアニメーターがいて、描けたのは2人だけでした」とのこと。『かぐや姫の物語』のプロデューサーだった西村義明曰く「具体の人」で、具体的なものを見て自分の中に取り込んでそのイメージを画に落とし込んでいくタイプ。田辺自身も「抽象的なキャラクターを想像してアニメーションにするということができない」と語っており、結果として近くにいる人間がモデルになったりする。線の選び方に関して、線の強弱、太さ細さなど、その選び方のセンスが抜群であるため、レイアウトを描く他のアニメーターがなかなかその使い方のルールを見出すことが出来なくて困ることがある。CGによる作画は行わない。
なかなか絵を描こうとしないことで有名で、高畑の企画が遅々として進まなかったことの理由の一端は田辺にあるという。アニメーターとしては体力がある方で、描く時は集中力も落ちずに描き続けるが、描かない時はとことん描かず、机の前に座ってそのまま何時間も佇んでいることもある。イメージや実感が湧くまで描かないため、数年かけて描いた枚数は数枚ということもある。また『かぐや姫の物語』では、他のアニメーターが描いた絵のほとんどに修正を入れようとするため、さらに時間がかかったという。そのため、最初はレイアウト、ラフ原画、原画チェックという3段階のチェック体制だったが、途中で田辺のチェックはラフ原画までにとどめられた。インターネットを見られる環境を与えると動画を見たり何かを検索したりメールをしたりして1日中ネットを見ているので、ジブリではネット禁止令が出された。またいつまでも手を加えて作業が終わらないため田辺のアカウントではAfter Effectsのソフトが立ち上がらないようにされていた。
非常に頑固で、たとえ宮崎駿にアドバイスを受けてもその通りには描かない。偏屈で有名な高畑勲にさえ「ここまで頑固な人は珍しい」と言われるほどである。

## 『かぐや姫の物語』について
『かぐや姫の物語』は「彼としか映画を作りたくない」というスタジオジブリの高畑勲のために「田辺修を存分に活かす」という主旨のもとに始まった企画で、作画作業は田辺を中心に行われた。高畑は前作『ホーホケキョ となりの山田くん』のあと、次回作は企画がどんなものになろうとも、田辺修のタッチを全編に活かした『山田くん』と同じスケッチ風の淡彩の画面による表現で作品を作りたいという意志を持っていた。
当初、高畑が作りたがっていたのは『平家物語』だったが、田辺が「人が人を殺すシーンは描きたくない。なんでそんなものを描かなければならないんだ」と難色を示したことで企画が流れた。そのため、代わりに題材として選ばれたのが、鈴木敏夫プロデューサーが提案した『『竹取物語』だった。以前高畑が「『かぐや姫』という作品はいつか日本人がきちんと作るべき作品だ」と言っていたことと、「もし自分が描くとしたら、子供を描いてみたい。生まれてきた子供がイキイキと動くところを描きたい」と言う田辺の条件に当てはまる作品であったからである。

## 参加作品

### テレビアニメ
1987年
- 新メイプルタウン物語 パームタウン編（動画）
- 瞳のなかの少年 十五少年漂流記（動画）

1989年
- ミラクルジャイアンツ童夢くん（原画）
- ピーターパンの冒険（原画）
- ルパン三世 バイバイ・リバティー・危機一発!（原画）
- らんま1/2 熱闘編（原画）

1990年
- 雲のように風のように（原画）

1995年
- ちびまる子ちゃん（第2期、OP原画）

1996年
- 名犬ラッシー（原画）

1999年
- 課長王子（OP原画）

2005年
- 絶対少年（絵コンテ）

2007年
- ぼくらの（原画）

### 劇場アニメ
1988年
- 火垂るの墓（動画）
- AKIRA（動画チェック補）

1990年
- MAROKO 麿子（原画）

1991年
- おもひでぽろぽろ（原画）

1994年
- 平成狸合戦ぽんぽこ（原画）

1995年
- ユンカース・カム・ヒア（原画）
- アンネの日記（原画）

1997年
- 劇場版 フランダースの犬（レイアウトチェック・絵コンテ清書）

1999年
- ホーホケキョ となりの山田くん（絵コンテ・演出・原画・着彩ボード）

2002年
- ギブリーズ episode2（原画）

2003年
- 連句アニメーション「冬の日」（原画）
- アニマトリックス Kid's Story（原画）

2008年
- Genius Party Beyond「わんわ」（原画）

2013年
- かぐや姫の物語（人物造形・作画設計）

2014年
- 思い出のマーニー（原画）※ノンクレジット

2016年
- シンドバッド 真昼の夜とふしぎの門（原画）
- 風のように（原画）

2023年
- 君たちはどう生きるか（動画）

### OVA
1989年
- 御先祖様万々歳!（原画）

1990年
- THE八犬伝（原画）

1991年
- 夢枕獏 とわいらいと劇場 「骨董屋」（原画）

1992年
- 天地無用! 魎皇鬼（第1期、原画）
- 三毛猫ホームズの幽霊城主（原画）

1993年
- THE 八犬伝 〜新章〜（原画）

1994年
- 新・キューティーハニー（原画）

1995年
- GOLDEN BOY さすらいのお勉強野郎（原画）

2001年
- ねこぢる草（原画）

### ミュージックビデオ
- CAPSULE「ポータブル空港」（2004年、原画）
- CAPSULE「space station No.9」（2004年、原画）
- 拝郷メイコ「どれどれの唄」（2005年、絵コンテ・演出・原画）
- 新垣結衣「piece」（2009年、原画）

### ゲーム
- ガラクタ名作劇場 ラクガキ王国（PS2、制作・演出）

### CM
- アサヒ飲料「アサヒ旨茶」（2001年、演出）
- ローソン「千と千尋の神隠し」（2001年、演出）
- 讀賣新聞「瓦版編」（2004年、演出）
- 讀賣新聞「どれどれの引っ越し編」（2005年、演出）
- ローソン「崖の上のポニョ」（2008年、演出）
- ローソン「マチのほっとステーション」（2019年、企画・構成）

## 著作物
- 高畑勲、田辺修、百瀬義行、佐藤雅子、笹木信作、橋本晋治 著「スタジオジブリ絵コンテ全集20 かぐや姫の物語」（徳間書店、2013年）